# Charles S. Lewis

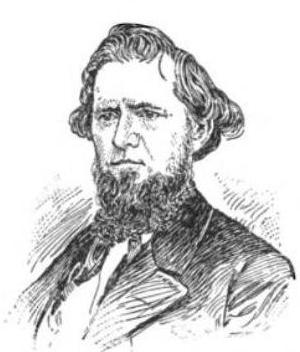
Charles S. Lewis

Charles Swearinger Lewis (* 26. Februar 1821 in Clarksburg, Virginia; † 22. Januar 1878 ebenda) war ein US-amerikanischer Politiker. In den Jahren 1854 und 1855 vertrat er den Bundesstaat Virginia im US-Repräsentantenhaus.

## Werdegang
Der im heutigen West Virginia geborene Charles Lewis besuchte die öffentlichen Schulen seiner Heimat und studierte danach an der Ohio University in Athens sowie danach bis 1844 am Augusta College in Kentucky. Nach einem anschließenden Jurastudium und seiner 1846 erfolgten Zulassung als Rechtsanwalt begann er in Clarksburg in diesem Beruf zu arbeiten. Gleichzeitig schlug er als Mitglied der Demokratischen Partei eine politische Laufbahn ein. Von 1849 bis 1852 gehörte er dem Abgeordnetenhaus von Virginia an.
Nach dem Tod des Abgeordneten John F. Snodgrass wurde Lewis bei der fälligen Nachwahl für den elften Sitz von Virginia als dessen Nachfolger in das US-Repräsentantenhaus in Washington, D.C. gewählt, wo er am 4. Dezember 1854 sein neues Mandat antrat. Da er bei den regulären Kongresswahlen des Jahres 1854 nicht bestätigt wurde, konnte er bis zum 3. März 1855 nur die laufende Legislaturperiode im Kongress beenden. Diese Zeit war von den Ereignissen im Vorfeld des Bürgerkrieges geprägt.
Nach dem Ende seiner Zeit im US-Repräsentantenhaus praktizierte Lewis wieder als Anwalt in Clarksburg. Im Jahr 1861 war er Delegierter auf der Versammlung, auf der der Staat Virginia seinen Austritt aus der Union beschloss. Lewis’ Heimat schloss sich der Abspaltung nicht an und sagte sich von Virginia los. In der Folge entstand 1863 der Staat West Virginia. Dort wurde Lewis Schulminister (State superintendent of free schools); von 1871 bis 1873 war er als Adjutant General Kommandeur der Staatsmiliz. Im Jahr 1871 saß er auch im Abgeordnetenhaus von West Virginia. Von 1873 bis zu seinem Tod am 22. Januar 1878 war Lewis Richter im zweiten Gerichtsbezirk dieses Staates.